# Alain Duffourg
Alain Duffourg, né le 22 janvier 1950, est un homme politique français.
Le 27 septembre 2020, il est élu sénateur du Gers.

## Biographie
Avocat, il est conseiller municipal de Tourrenquets et président du syndicat départemental d'énergie.
Il est membre de l'UDI.

## Mandats précédents
- Conseiller départemental du Gers
- Maire de Tourrenquets
- Président du Syndicat d'énergie du Gers